# Velasquita Ramírez
Velasquita Ramírez (ur. ok. 958, zm. po 15 sierpnia 1028) – pierwsza żona Bermudo II i przez małżeństwo królowa Leónu oraz Galicji. Jej pochodzenie jest przedmiotem dyskusji historyków. Około 980, a na pewno przed 11 października 981, poślubiła Bermudo. Mąż oddalił ją po 988 roku i prawdopodobnie w 992 roku poślubił Elvirę Garcíę. 

## Pochodzenie
Pochodzenie Velasquity nie jest znane i jest przedmiotem debat historyków. Wśród propozycji wymienia się:
- Siostra Elviry Garcíi, córka Garcíi I Fernándeza, hrabiego Kastylii
- Córka Ramiro II, króla Leónu
- Córka Ramiro III, króla Leónu
- Wnuczka Ramiro II
- Wnuczka Frueli II, króla Asturii

## Potomstwo
Z Bermudo II miała co najmniej jedną córkę:
- Cristina Bermúdez – urodzona około 985, żona Ordoño, syna Ramiro III[2]